# Berschweiler bei Baumholder
Berschweiler bei Baumholder ist eine Ortsgemeinde im Landkreis Birkenfeld in Rheinland-Pfalz. Sie gehört der Verbandsgemeinde Baumholder an.

## Geographie

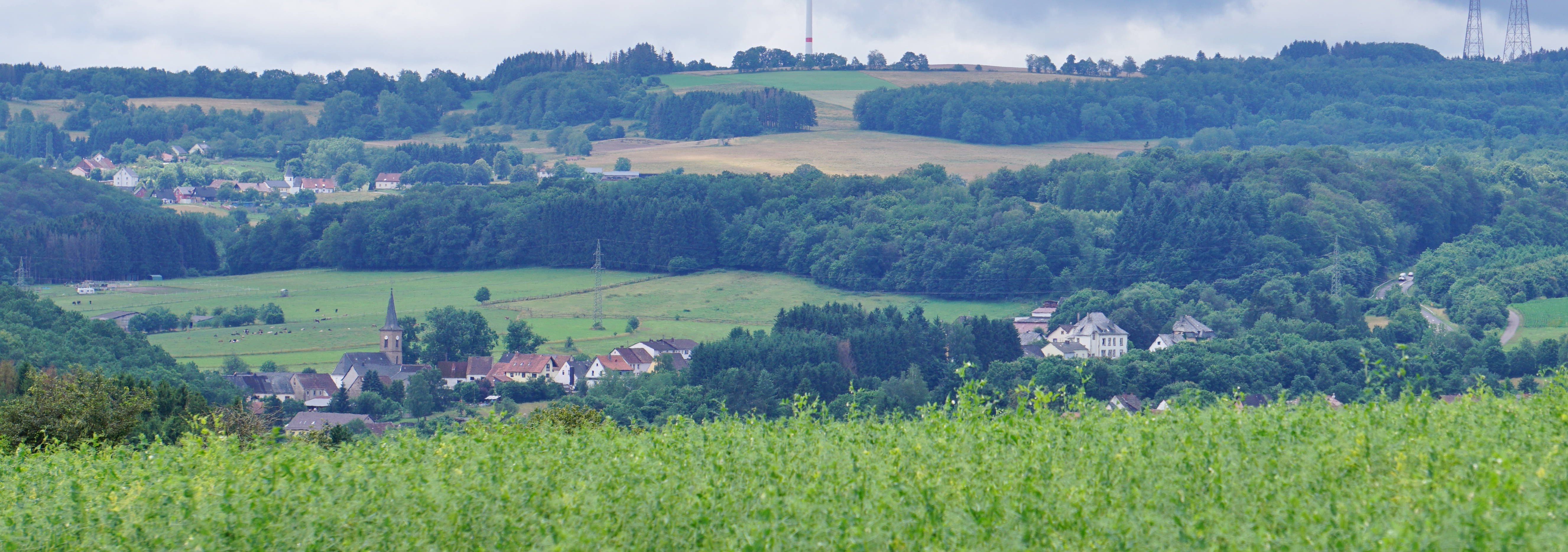
Panorama von Berschweiler mit Eckersweiler links im Hintergrund

Berschweiler gehört zum Westrich und liegt im Saar-Nahe-Bergland unmittelbar an der Grenze zum Saarland.
Zu Berschweiler gehören auch die Wohnplätze Im Hahn, Hof Am Forst und Zollhaus.
Nachbarorte von Berschweiler sind Fohren-Linden im Norden, Baumholder im Nordosten, Mettweiler im Osten, Thallichtenberg und Pfeffelbach im Südosten (beide Ortsgemeinden gehören schon zum Landkreis Kusel), Eckersweiler im Süden und – bereits zum Saarland gehörend – die Gemeinde Freisen im Südwesten.

## Geschichte
Der Ort gehörte bis zum Ende des 18. Jahrhunderts zu dem aus der Grafschaft Veldenz stammenden Teil des Herzogtums Pfalz-Zweibrücken und war Hauptort einer Schultheißerei, die dem Oberamt Lichtenberg unterstellt war. Zur Schultheißerei Berschweiler gehörten neben Berschweiler die Dörfer Berglangenbach, Bleiderdingen, Eckersweiler, Fohren, Freisen, Heimbach, Hoppstädten, Leitzweiler, Linden, Mettweiler, Rohrbach, Rückweiler und Weiersbach sowie das Haus Werdenstein. Im Jahr 1790 lebten 44 Familien im Ort. Die Gemarkung von Berschweiler umfasste 663 Hektar.
Im Jahr 1794 wurde das Linke Rheinufer von französischen Revolutionstruppen eingenommen. Von 1798 bis 1814 gehörte Berschweiler zum Kanton Baumholder im Saardepartement. Aufgrund der auf dem Wiener Kongress (1815) getroffenen Vereinbarungen kam die Region 1816 zum sachsen-coburgischen Fürstentum Lichtenberg, dem es bis 1834 angehörte. Berschweiler war vorübergehend Sitz einer Bürgermeisterei, von 1823 an gehörte die Gemeinde zur Bürgermeisterei Burglichtenberg. Nach dem Verkauf an Preußen und der Auflösung des Fürstentums Lichtenberg kam Berschweiler zum neu errichteten Kreis St. Wendel in der Rheinprovinz. Seit 1937 gehört Berschweiler zum Landkreis Birkenfeld und ist seit 1946 Teil des Landes Rheinland-Pfalz.
Bevölkerungsentwicklung
Die Entwicklung der Einwohnerzahl von Berschweiler bei Baumholder, die Werte von 1871 bis 1987 beruhen auf Volkszählungen:
| Jahr | Einwohner |
| ---- | --------- |
| 1815 | 267       |
| 1835 | 426       |
| 1871 | 515       |
| 1905 | 516       |
| 1939 | 606       |
| 1950 | 607       |
| 1961 | 638       |

| Jahr | Einwohner |
| ---- | --------- |
| 1970 | 645       |
| 1987 | 546       |
| 2005 | 611       |
| 2011 | 517       |
| 2017 | 528       |
| 2023 | 549       |

## Politik

### Gemeinderat
Der Gemeinderat in Berschweiler bei Baumholder besteht aus zwölf Ratsmitgliedern, die bei der Kommunalwahl am 9. Juni 2024 in einer Mehrheitswahl gewählt wurden, und dem ehrenamtlichen Ortsbürgermeister als Vorsitzendem.

### Bürgermeister
Rouven Hebel wurde am 4. Februar 2019 erneut Ortsbürgermeister von Berschweiler, nachdem er dieses Amt bereits von Juli 2014 bis zu seiner Amtsniederlegung am 27. November 2018 ausgeübt hatte. Bei der Direktwahl am 26. Mai 2019 wurde er mit einem Stimmenanteil von 91,02 % für weitere fünf Jahre in seinem Amt bestätigt. Bei der Direktwahl am 9. Juni 2024 wurde er ohne Gegenkandidat mit 86,5 % der Stimmen erneut wiedergewählt.
Hebels Vorgänger waren Peter Becker, der nach 18 Jahren im Amt 2014 nicht erneut angetreten war, und der 1996 zurückgetretene Hans-Joachim König.

### Wappen
| Wappen von Berschweiler bei Baumholder | Blasonierung: „In geteiltem Schild oben in Silber ein wachsender rotbewehrter und -gezungter blauer Löwe, unten in Blau über einer silbernen Mauer eine bewurzelte silberne Linde.“ |
| Wappen von Berschweiler bei Baumholder | Wappenbegründung: Der blaue Löwe verweist auf die ehemalige Zugehörigkeit zur Grafschaft Veldenz.                                                                                   |

## Kultur und Sehenswürdigkeiten

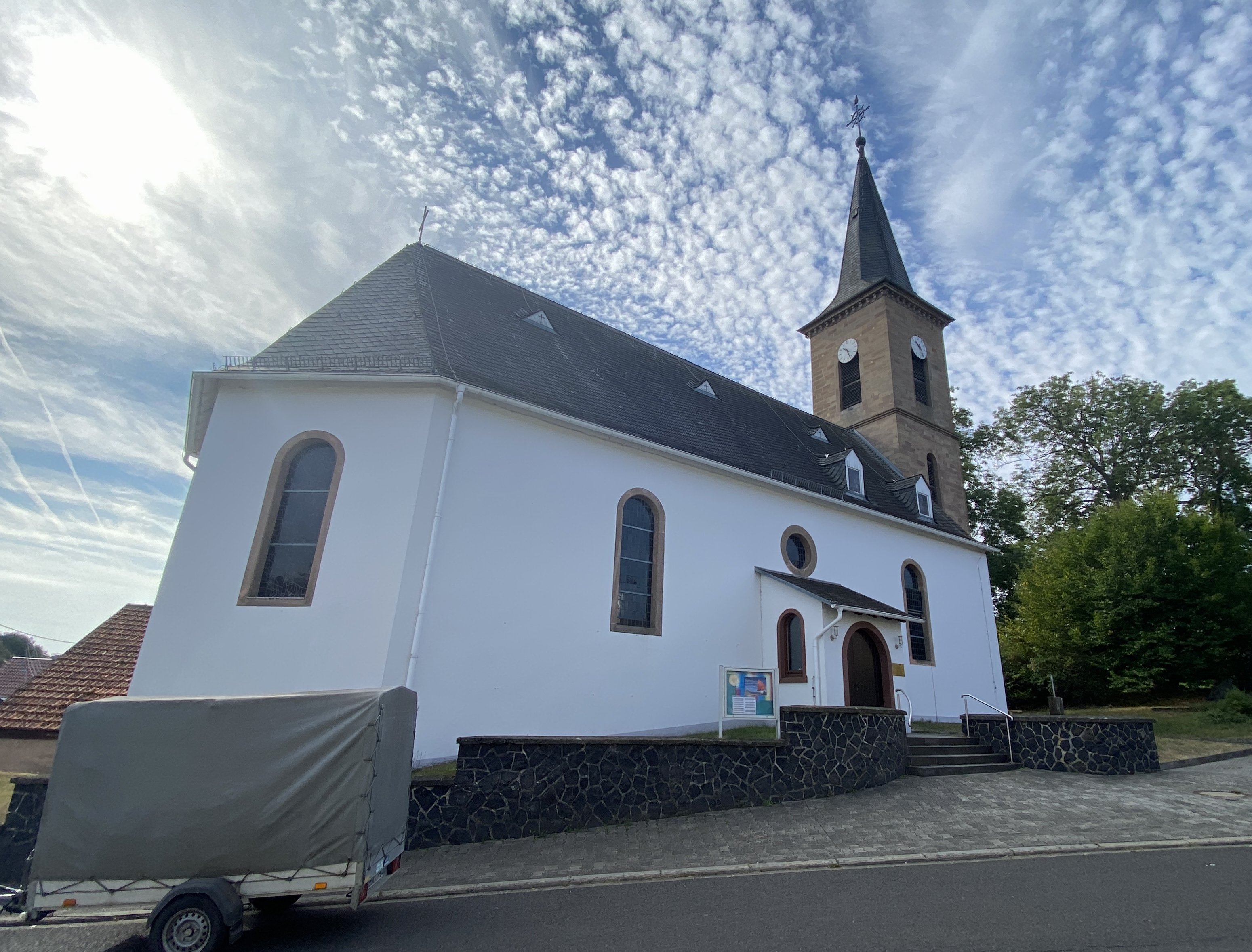
Kirche Berschweiler

### Bauwerke
In der Denkmalliste des Landes Rheinland-Pfalz (Stand: 2023) werden folgende Kulturdenkmäler genannt:
- Denkmalzone Hauptstraße
- Evangelische Pfarrkirche, Saalbau von 1743, Westturm errichtet 1863/64
- Keller- und Speicherhaus aus dem 18. Jahrhundert
- Zwei Wohnhäuser, ehemaliges Pfarrhaus und Bürgermeisterei, Anfang des 20. Jahrhunderts

Siehe auch: Liste der Kulturdenkmäler in Berschweiler bei Baumholder

### Vereine
Neben dem Turn- und Sportverein (SG Unnertal) und der Freiwilligen Feuerwehr gibt es einen Schützenverein, der auf nationaler Ebene schon einige Erfolge vorweisen kann. Viele weitere Vereine und Clubs bieten Gelegenheit, zusammen mit anderen Einwohnern aktiv zu werden.

## Wirtschaft und Infrastruktur

### Verkehr
Der Ort verfügt durch seine Lage am Autobahnzubringer zur A 62 über eine sehr gute Verkehrsanbindung. Sowohl Kaiserslautern als auch Trier und Saarbrücken sind in weniger als einer Stunde erreichbar.

### Bildung
In Berschweiler besteht ein Kindergarten direkt bei den Sportanlagen, sodass die Nutzung von Fußballplatz und Mehrzweckhalle möglich ist.

### Sonstige öffentliche Einrichtungen
Ebenfalls in der Nähe der Sportanlagen befindet sich ein Dorfgemeinschaftshaus, welches auch die örtliche Stützpunktfeuerwehr beherbergt.

### Freizeit- und Sportanlagen
Die Ortsgemeinde verfügt über zwei Fußballplätze, einen Rote-Erde-Platz auf dem Bornberg etwas außerhalb des Ortes und einen Rasenplatz im Ortsteil Berggrube.
Auch eine Mehrzweckhalle mit einer Schießanlage für Kleinkaliber ist vorhanden.

## Persönlichkeiten
- Friedrich Sohns (1870–1919), Bürgermeister in Völklingen